# Contact Holland
Contact Holland was een operatie in de Tweede Wereldoorlog, bedacht en uitgevoerd door enkele Engelandvaarders.
Het plan was bedacht door Bob van der Stok. In Contact Holland moesten personen in bezet Nederland aan land worden gezet, een opdracht uitvoeren (met name radiocontact met Engeland tot stand brengen en mensen uit Nederland die gewenst waren in het Verenigd Koninkrijk een veilige overtocht geven) en daarna per boot weer worden opgepikt.

Van der Stoks plan werd uitgewerkt door Erik Hazelhoff Roelfzema. In opdracht én met steun van Wilhelmina en MI6, en met goedkeuring van premier Gerbrandy kon ‘Landing Operations Contact Holland’ onder supervisie van François van 't Sant worden uitgevoerd.
De uitvoerder van deze operatie, geheim agent Peter Tazelaar, had twee marconisten - Johannes ter Laak en Willem Jacobus van der Reijden - maar deze twee konden niet beschikken over een werkende zender. Om die reden werd Aart Alblas in de loop van december 1941 door Tazelaar via een Parool-medewerker verzocht berichten te verzenden. Op 29 januari 1942 begon Tazelaar aan zijn terugreis naar Engeland en in juni 1942 kwam aan de operatie Contact Holland een einde.